# マダガスカルの音楽

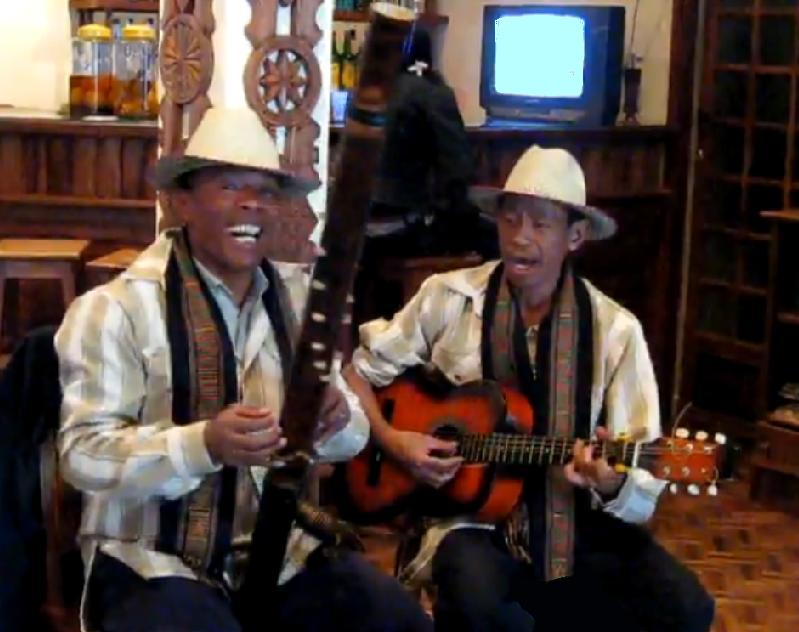
ヴァリハとアコースティック・ギターを演奏するマダガスカルのミュージシャン

マダガスカルの音楽（マダガスカルのおんがく、Music of Madagascar）は、東南アジア、アフリカ、オセアニア、アラビア、イギリス、フランス、アメリカなど、先住民、移民、入植者がこの島を故郷とするにつれ、その多様性と独自性が形作られてきた。伝統的な楽器は、これらの広範な起源を反映している。マンドリニーやカボジはアラブやヨーロッパの船乗りがギターを持ち込んだことに由来し、ジャンベはアフリカ大陸で生まれ、マダガスカルの国楽器とされる竹筒琴のヴァリハは、オーストロネシアの入植者がアウトリガーカヌーで運んだ琴から直接発展したものである。
マダガスカル音楽は、伝統音楽、現代音楽、ポピュラー音楽の3つに大別される。伝統音楽のスタイルは地域によって異なり、その地域の民族的な歴史を反映している。例えば、ハイランドでは、少なくとも15世紀頃からこの地域に住んでいたオーストロネシア系民族のメリナ族を象徴するヴァリハや落ち着いた歌声が、一方、アフリカ大陸に祖先を持つ南部のバラ族では、南アフリカによく見られるポリハーモニックな歌声に近いアカペラの伝統が残っているアコースティックギターやピアノといった外国の楽器は、現地でアレンジされ、マダガスカル独自の音楽を作り出している。サレギーやツァピカといった現代のマダガスカル音楽のスタイルは、伝統的なスタイルにエレクトリックギター、ベース、ドラム、シンセサイザーを取り入れて現代的に進化したものです。20世紀後半には、ロック、ゴスペル、ジャズ、レゲエ、ヒップホップ、フォークロックなど、多くの西洋ポピュラー音楽がマダガスカルで人気を集めた。
マダガスカルの音楽は、様々な聖俗の機能を果たしてきた。娯楽や個人的な創作活動のための演奏に加え、音楽は精神的な儀式や文化的行事、歴史的・現代的な政治的機能において重要な役割を担ってきた。19世紀後半には、特定の楽器や音楽が特定のカーストや民族と結びついたが、こうした区分は常に流動的で、絶えず進化している。

## 伝統音楽

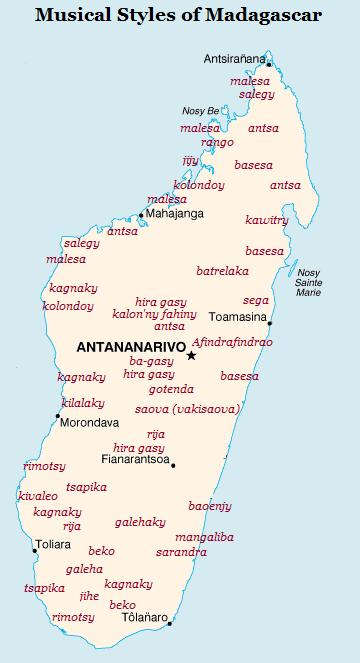
マダガスカル音楽形式の分布

マダガスカル音楽は非常にメロディックであり、打楽器に比べ和音楽器が多いという点でアフリカ大陸の多くの伝統音楽と区別される。マダガスカルの楽器や声楽のスタイルは、広く普及している共通点と、非常にローカルな伝統が混在している。例えば、高地のメリナ族とべツィレウ族に共通のボーカルスタイルは、特定の種類の楽器（メリナ族のヴァリハ、べツィレウ族のマロヴァニーとカボシー）の普及の違いを排除するものではない。同様に、トロンバ（音楽によってトランス状態になること）は島の西海岸と東海岸に存在するが、儀式に使用される声楽のスタイルや楽器は地域によって異なる。マダガスカルの音楽は長調と全音階に向かう傾向があるが、沿岸部の音楽は短調を多用する、これは沿岸部の寄港地における初期のアラブの影響によるものと思われる。マダガスカル音楽は、何世紀にもわたって、社会的、精神的、日常的なさまざまな役割を果たしてきた。

### 伝統的ボーカル
マダガスカルのボーカルの伝統は、ポリハーモニックであることが多く、南部のボーカルスタイルは、サララやセンゲといったグループに代表される南アフリカのボーカルに強く似ているのに対し、高地のハーモニーは、過去200年間にヨーロッパの教会音楽の影響を強く受け、ハワイや他のポリネシアの声楽伝統を彷彿とさせるものである。ハイランド地方では、特に19世紀にはアンツァと呼ばれる大きなグループによる歌唱が好まれ、南部や西部の沿岸地方では、より精巧な装飾を施し、小さなグループによる歌唱が行われた。マダガスカルでは、音楽はしばしば霊的な働きと結びつけられてきた。島のいくつかの地域で行われているトロンバ（またはビロ）の霊的儀式では、音楽はトランス状態を得るための重要な要素であり、それぞれの霊は異なる音楽を好むと信じられているからである。音楽と祖先の関係は東海岸では非常に強く、音楽家の中には精霊に加護を与えるために、ラム酒やタバコなどの大切なものを楽器の中に入れる（トーンホールから入れるなど）人もいるほどである。また、「ファマディハナ」（先祖の遺骨をシュラフに包んで定期的に埋葬する儀式）でも、音楽は古くから中心的な役割を担ってきた。

### 楽器
マダガスカルの楽器は、旧世界から次々と移住してきた人たちによってもたらされた。1500年以上前、インドネシアからの最初の移住者は、この島独特の箱型に進化した管楽器（ヴァリハ）など、最も古く、最も象徴的な楽器を持ち込んだ。その後、アラビア半島やアフリカ東岸からの入植者が初期のリュートや口笛などの楽器を持ち込み、16世紀半ばまでに地元の音楽伝統に取り込まれました。19世紀には、フランスやイギリスの楽器や音楽スタイルがマダガスカルの音楽に大きな影響を与えるようになった。

#### 弦楽器
マダガスカルの代表的な楽器であるヴァリハは、インドネシアやフィリピンで伝統的に使われているものと非常によく似た形の竹筒琴である。ヴァリハはマダガスカルの国楽器とされている 。一般的にはダイアトニックモードに調律され、旋律的なベースラインを伴う和声的な平行三和音に基づいた複雑な音楽を作り出す。弦は伝統的に竹管自体の繊維状の表面から切り出されるが 、代わりに自転車のブレーキケーブルを弦に使用して楽器にパンチの効いた音を与える現代的な形式も存在する。
弦は爪で弾くことができ、そのために爪は長く伸ばされている。元々は儀式や芸術的な表現に使われていた楽器であった。しかし、19世紀半ばから、この楽器を演奏することはメリナ貴族の特権となり、長い爪を持つことが貴族の象徴とされるほどであった。19世紀のメリナ貴族によって普及したためか、筒状のヴァリハが最も象徴的な形をしているが、島内には他の形の楽器も存在する。例えば、東部の港町トアマシナ周辺では、トロンバの儀式に使われるヴァリハはマロヴァニーと呼ばれる長方形の箱型になることがある。マロヴァニーは木で作られている地域もあるが、トアマシナ近郊では金属板で作られ、弦はかなり太く重く、ハイランドの竹や自転車用のケーブルのヴァリハとは異なる音色を奏でる。
カボシー（またはカボサ）は、南ハイランドから東に向かう地域、特にベツィミサラカ族やベツィレウ族に多く見られる4～6弦のシンプルなギターである。ボディは現在では正方形か長方形が一般的だが、もともとは円形で、最初は亀の甲羅から作られ、後に木を削って丸みを帯びた形にしたものになった。マンドリーナとギタラは、カボシーに似た南部で人気の和音楽器で、弦にナイロンの釣り糸を使い、チューニングを変えやすいように5～7個のフレットが付いたアンタンドロイの名称である。

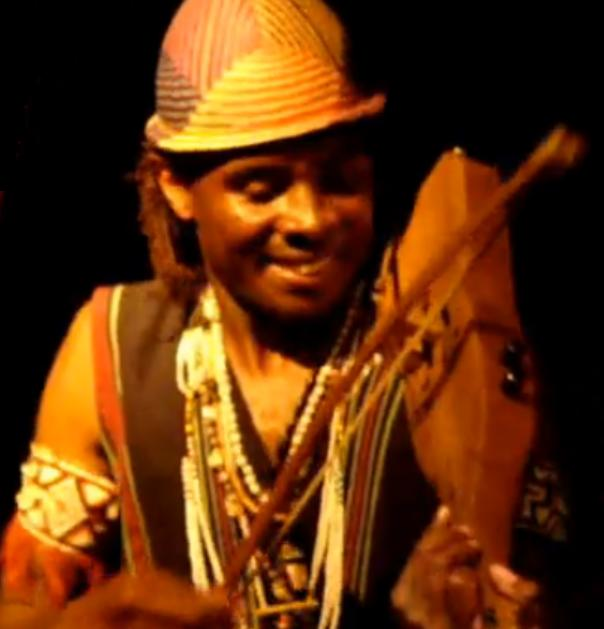
グループVilon'androyのメンバーが演奏するロカンガ

ジェジェイ・ヴォアターヴォは和音楽器で、伝統的にはサイザル麻の弦2本、フレット3個、カラバッシュ（ひょうたん）の共鳴器を持つが、現代では11本または13本のスチール弦を持つこともある。このうち最大4本はフレット上に、残りはネックの側面に縦に張られており、弓で弾く主旋律に合わせて指でかき鳴らされる。より精巧なジェジェイ・ヴォアターヴォは、特に南ハイランドのべツィレウ族と南東部のベツィミサラカの間で特に人気があり、彼らはリジャと呼ばれる叙事詩を歌う際に伴奏として演奏しています。19世紀のイメリナ王国下のハイランド社会では、ジェジィ・ボアターヴォは奴隷の楽器と見なされていた。 ロカンガはジェジーを進化させたもので、胴を3弦のバイオリンに似せて彫り、南部アンタンドロイ族やバラ族に人気がある。この仲間で最もシンプルな楽器は、アフリカ大陸からの移住者がマダガスカルに持ち込んだとされるジェジ・ラバ（音楽用弓）である。
19世紀初頭、ロンドン宣教師会の使者によってメリナ王宮にピアノがもたらされ、その後まもなく、地元の音楽家たちがヴァリハ奏法に基づくピアノのための自作曲を創作するようになった。ピアノ曲は1920年代から30年代にかけてカロニー・ファヒニー（Kalon'ny Fahiny）スタイルで最盛期を迎え、1940年代には衰退した 。今日、アンドリアナリー・ラティアナリヴォ（1895-1949）やナカ・ラベマナツォア（1892-1952）といったピアニストの演劇作曲家によるこの時期の曲は、マダガスカル古典音楽の規範の一部を構成し、マダガスカルでピアノを学ぶ学生のレパートリーとして取り上げられている
マダガスカルでモダンなアコースティックギターが普及したのは、カロニー・ファヒニーのピアノスタイルに感化されたものの、高価なピアノを購入することができなかった下層階級の人々によって採用されたのがきっかけであるこの斬新な弦楽器に、初期のギタリストたちは、ヴァリハをベースとしたピアノスタイルを適用し、バガシーと呼ばれるジャンルを作り上げたのである。その後、ギターは島中に広く普及し、地元の伝統的な楽器で演奏される音楽に触発された、地域特有のマダガスカル・ギター・スタイルが爆発的に広まった。フガーピッキングで演奏するのが一般的で、ギタリストは希望する音域を得るためにオリジナルのチューニングを頻繁に試している。最も一般的なチューニングは、6弦をEからCに、5弦をAからGに落とすもので、これにより声楽の合唱に近い音域を得ることができるようになる。マダガスカルのアコースティックギターのスタイルは、エリック・マナナやバラのパイオニアであるアーネスト・ランドリアソロ（芸名D'Gary）らによって国際的に広められている。彼はツァピキーのリズムを革新的なオープンチューニングとブレンドし、ロカンガ、ヴァリハ、マロヴァニーの音に近づけている。

#### エアロフォン
ソディナという端吹きフルートは、島で最も古い楽器のひとつと考えられている。より一般的でよく知られているのは、長さ1フィートほどで6つの指孔と親指用の1つの孔を持つ短いソディナと、2フィート以上の長さで端に3つの孔を持つ同様の端吹き笛がある。どちらも吹き口が開いており、吹き口の近くを斜めに吹いて演奏する。ソディナ演奏の名手ラコト・フラー氏は、1960年の独立後、マダガスカル1000フラン（200アリアリー）紙幣に採用され、2001年9月29日の死去により、国民的喪に服した。
法螺貝（アンツィバまたはアンガロア）も同様に、初期のインドネシア人入植者によって持ち込まれたと考えられている古い楽器である。主に男性が演奏し、ポリネシア風の横長の吹き口が特徴で、娯楽用の音楽というよりは、儀式や精神的な用途に使われるのが一般的である。アンツィバは、メリナ王室のレガリアの一部として使用されたことも記録されている。 フィップルフルートは、アフリカからの移民が1000年以降にマダガスカルに持ち込んだシンプルなエアロフォンである。
マダガスカルで人気の2オクターブのダイアトニックアコーディオン（ゴロド）は、1896年以降にフランス人入植者によって輸入されたと考えられている。20世紀には、トロンバの精霊憑きの儀式、レニトラと呼ばれるスタイルでよく演奏された楽器である。1970年代には、レニトラは電気を使ったサレジー音楽の演奏に取り入れられるようになった。このアコーディオンのスタイルは、ツァピカの演奏にも取り入れられ、また、これらのバンドのギタリストが使用するスタイルにも影響を及ぼしている。現在、アコーディオンの音は、その費用と希少性から、サレジーやツァピカのバンドではシンセサイザーで再現されることが多いが、トロンバの儀式音楽の演奏では、アコーディオンは特権的な位置を占め続けている。異母兄弟のレゴとロッシーは、アコーディオン奏者として成功を収めた。レギス・ギザヴォは、レニトラの現代的なスタイルを世界の音楽シーンにもたらし、そのアコーディオン演奏は数々の国際的な賞を受賞している。
19世紀、メリナ王朝の時代にヨーロッパから様々な気鳴楽器が持ち込まれた。その代表的なものがビューグル（bingona）とクラリネット（mainty kely）であり、トロンボーンやオーボエ（anjomara）などはあまり使われなくなった。今日、これらの楽器が使われるのは、主に高地地方と、ファマディハナ（改葬）、割礼、その他の伝統的な祭典で演奏するヒラ・ガシーまたはミピララオ楽団に限られている。金属製や木製のハーモニカも演奏される。

#### メンブラノフォン
伝統的に厳粛な場面に使われるメンブラノフォンの各種は島のいたるところで見られる。高地では、19世紀にヨーロッパから持ち込まれたバスドラム（ampongabe）とスネアドラムが、ヒラガシーやカバリーの演説が行われる正式な場で、ミピカバリーの話し手の話を強調するために叩かれていた以前のドラム（ampongan'ny ntaolo）に代わって使われるようになった。アンポンガンは男性のみ、ランゴロアナは女性も男性も演奏することができる。ハゾラヒ（男木）太鼓は最も深い音を出し、ファマディハナ、割礼の儀式、古代の王室風呂の祭りなど、最も重要な行事にのみ使われる。

#### イディオフォン
マダガスカル島の東海岸では、トロンバの演奏に種子を詰めた竹製のシェーカー（カイアンバ）が欠かせないが、最近では殺虫剤の空き缶や練乳の缶に小石を詰めたものが、伝統的な竹の代わりに使われることが多くなってきた。この種のシェーカーはマダガスカル全土で使用されており、トロンバやその他の儀式によく使用されるまた、奴隷貿易時代、ブラジルから輸入された「カラカチャ」という名のスクレイパーがマダガスカルに普及した。
アトラナトラーナなどの初期の木琴は島中にあり、インドネシアからの移住者と共に渡ってきたと考えられている。このうち最も古いものは、女性二人組が演奏するもので、一人は足を伸ばして座り、木琴の棒は共鳴箱の上ではなく、足の上に置いて演奏する。一人の女性が2本の棒でアトラナトラーナを叩き、1人が拍子をとり、2人がメロディーを奏でる。木琴の棒は5本から7本で、ハゾマラグニーという腐りにくい木で長さを変えて作られている。南西部のヴェゾ族やバラ族では、カティボキーと呼ばれる同様の木琴が今も演奏されている。

## 現代音楽
現代音楽は、伝統的な音楽スタイルをルーツとし、エンターテインメントを目的として制作された現代の楽曲で構成されており、通常、カセット、コンパクトディスク、ラジオ、インターネットを通じて最終的に大量に普及させることを目的としている。マダガスカル音楽の現代的な形態は、増幅器や輸入楽器（特にエレクトリックギター、ベースギター、シンセサイザー、ドラムキット）などの革新的な技術を取り入れたり、新しい楽器と伝統的な楽器の音を混ぜたり、伝統的な楽器を革新的に使用したりすることがある。現代のアーティストたちは、自分たちの音楽的遺産を今日の市場に適合させながら、アフリカ大陸の打楽器を多用する伝統的なマダガスカル音楽と区別する、メロディと和音を主体としたサウンドを何とか維持している。クーペ・デカレやアフロビーツといったアフリカのジャンルは、現代のマダガスカルポピュラー音楽に大きな影響を及ぼしている。

### ハイランズ
1950年代から1960年代にかけて、ハイランド地方（アンタナナリボとフィアナランソアの間の地域）では、ヨーロッパやアメリカのヒット曲のカバーやアフリカ本土の曲を地元の聴衆向けにアレンジした様々なバンドが演奏していた。マダガスカルは1970年代に最初のスーパーグループ、マハレオを結成した。マハレオのメンバーはマダガスカルの伝統的なサウンドとソフトロックを融合させ、大きな成功を収め、その後も長く続いた。ロッシーはその後まもなくスーパースターになり、ヒラ・ガシーの楽器、リズム、ヴォーカル・スタイルをアレンジして、マダガスカル独特のラジオ受けするサウンドを作り出した。ディディエ・ラツィラカ大統領（当時）を公然と支援したことで、彼のバンドは大統領関連の公演を定期的に行うようになり、ラツィラカ時代を象徴するバンドとして多くの人に知られるようになった。
このほか、ヴァリハの名手ジャスティン・ヴァリやシルベストル・ランダフィソン、2つのソディナを同時に演奏できるラコト・フラ、ヴァリハのスタイルでギターを弾くソロ・ミラル、イギリスを拠点に活動するマダガスカルのフュージョンバンド、タリカ、優れたソロボーカル、オロンベロナ・リッキー、社会・政治批判で人気を集めたルーツアーティスト、サモエラなどがハイランド地方の重要ミュージシャンとして知られている

### 沿岸のスタイル
1960年代以降、沿岸部では地元の音楽的伝統に根ざした独特の現代音楽が生まれた。中でもアップテンポのダンスミュージックは、マダガスカル全土で特に人気が高く、クロスオーバーの成功を収めている。マハジャンガやアンツィラナナを中心とする北西部で生まれた6/8拍子スタイルのサレギーと、トリアンダーやベトロカを中心とする南西部の4/4拍子スタイルのツァピカである。その他、ディエゴ・スアレスや北東部沿岸ではミカ・シ・デイヴィスによって広められたベースサ、モロンダバや南西部内陸ではキララキ、アノシ南部ではラバザなどのグループによるマンガリーバ、北東部ではジェリー・マルコスによって広められたカウィトリー、南部のベコではセンゲやテラカリなどのバンドによるポリハーモニーの伝統、隣接するレユニオン島やモーリシャスのクワッサクワッサやセガ音楽などが沿岸部の主要なスタイルとして知られている。

#### サレジー
サレジーはファンキーでエネルギッシュなダンスミュージックで、エレキギター、アコーディオン（本物またはシンセ音声）、コール＆レスポンスのポリフォニックボーカル、重厚なエレキベース、ドライビングパーカッションが主役となっている。パーカッションにはドラムキット、ジャンベ、シェイカーなどが使われる
サレジーは、タンドロイ族の歌手ママ・サナがベツィミサラカやツィミヘティの儀式で演奏していた伝統的なアンツァ音楽の様式を電気的に変化させたものである。

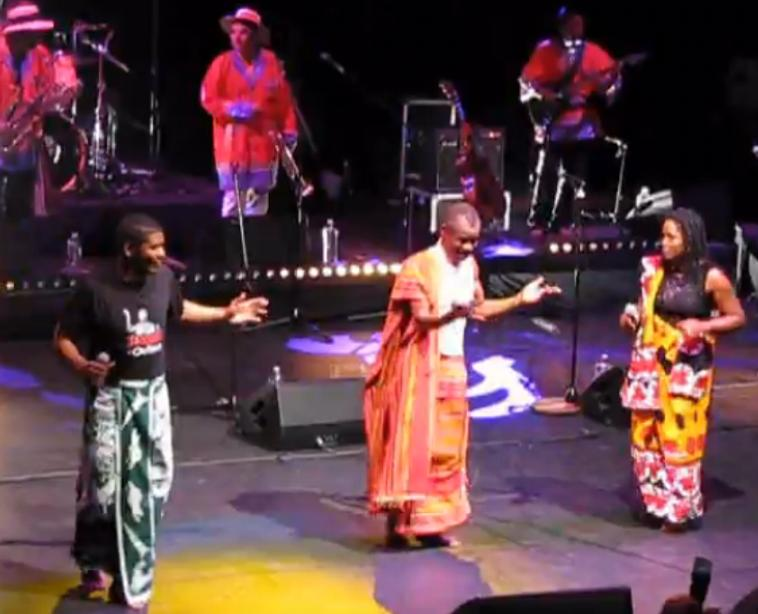
パリでサレジーを披露するジャオジョビー

テンポ、歌い方、短調の傾向（これはアラブの影響とする人もおり、ハイランド音楽の長調の支配とは対照的である）などの共通点に加えて、サレジーはアンツァの構造を共有しており、フォラカ（「壊れた」）と呼ばれる中間部を常に備えている。これは主に楽器演奏で、声はよりエネルギッシュな踊りを促すためにのみ用いられ、その間、ボーカリスト（および観客）は音楽のビートに合わせて複雑なポリリズムを手拍子に乗せて開始する。
近代サレジーの主要なアーティストは、ジャオジョビーとミリー・クレマンである。後期にはニニー・ドニア、ワワ、ヴァイアヴィー・チラ、ドクター・J・B・アンド・ザ・ジャガーズなどが存在した。

#### ツァピキー
ツァピキーはサレジーと同様、南西部のトリアラー周辺の伝統音楽を起源とするエネルギッシュなダンスミュージックで、近年ではエレクトリックギター、ベースギター、ドラムセットなどの現代的な楽器が加わっている。一般にサレジーよりもさらにテンポが速く、この4/4拍子の音楽は、伝統的なマロヴァニーの作曲に触発されたギター演奏スタイルが特徴だが、ギターとポリハーモニックなボーカルには南アフリカのタウンシップ音楽の影響が見られ、しばしば女性シンガーが短いリフレインのバリエーションを曲中繰り返し演奏している。ツァピキー音楽は、誕生日のお祝い、地域のパーティー、葬儀など、南部のあらゆる儀式で演奏される。サレジーが1980年代半ば（1970年代という説もある）までに国民的人気を獲得したのに対し、ツァピキーは1990年代半ばにようやく同様のレベルで広く評価されるようになったばかりである。2000年にリリースされたコンピレーションアルバム『Tulear Never Sleeps』によって、このジャンルはメジャーレーベルから国際的な露出を果たすようになったのである。しかし、このコンピレーションでは、Tearano、Terakaly、Jarifa、Mamy Gotsoといった国民的スターが、ラジオ局で盛んに演奏している増幅、合成、リミックスのスタイルではなく、20年前の農村でもっと普通に演奏されていたような「伝統的」なツァピキーが紹介されている。
現代音楽には、サレジーやツァピキーのように全国的な知名度を獲得していない地方音楽がまだまだたくさん存在するが、沿岸地方の音楽の伝統を生かした作曲で国内外から高く評価されているミュージシャンもたくさん存在する。例えば、Hazolahy（南東部のマンガリーバを演奏するアコースティックなルーツバンド）、D'Gary（南部の内陸部Betroka近郊で活躍するアコースティックギタリスト）、Toto Mwandjani（コンゴのンドンボロスタイルのギターを普及し、中央・東アフリカとマダガスカルのダンススタイルを融合したバンド演奏を行う）などが挙げられる。

### ポピュラー音楽

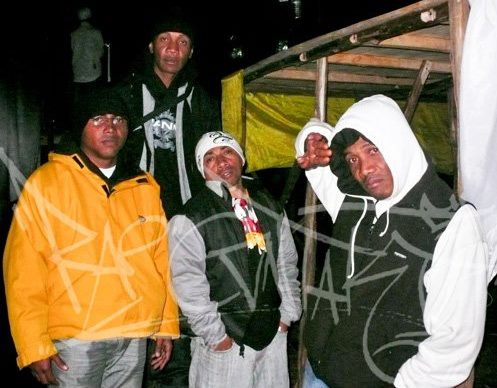
マダガスカル・ヒップホップのゴッドファーザー、ダ・ホップ

マダガスカルでは、プーピーなどのフレンチシャンソン、レゲエ、ゴスペル、GreenやAmbondronAなどのポップロックなど、さまざまなスタイルの外国音楽が親しまれている 。2010年代半ば以降、マダガスカルのポピュラー音楽は、マラガシー音楽、トロピカル音楽（ズーク）、クーデカレやアフロビーツといったアフリカのジャンルが融合したものとなっている。このマダガスカル音楽のニューウェーブを代表するアーティストには、ブラック・ナディア、ヴァイアヴィー・チラ、リアナ、ビッグ・エムジェイなどが挙げられる。ジャズはニコラス・ヴァトマンガなどのアーティストによって広まった。マダガスカルのヒップホップは90年代半ばに主流となり、Da Hoppや18,3などのアーティストによって人気急上昇となった。最近では、Oladadのようなバンドが、ヒップホップとマダガスカルの伝統的な音楽スタイルや楽器を融合させる試みを行っている。また、Sasamasoのようなバンドを中心とした小さなメタルシーンも存在する。マダガスカルでは2010年代後半から、Mad MaxやBasta Lionなどのアーティストによるダンスホールが人気を博している。

## マダガスカル音楽の演奏

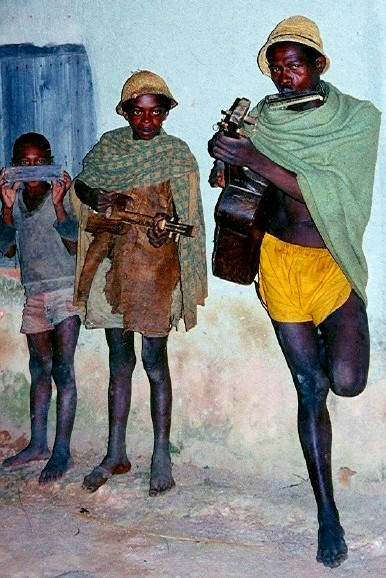
ハーモニカ、カボシー、ギターを演奏するベツィレオの農家

マダガスカルでは、音楽は長い間、世俗的・聖俗的に様々な役割を果たしてきた。歌は日々の仕事に寄り添い、娯楽を提供し、歴史を保存し、社会的・政治的なメッセージを伝えることができる。また、音楽はマダガスカルの多くの民族や宗教の間で、精神的な儀式を体験するために不可欠なものである。

### セキュラーパフォーマンス
ある民族の間では、音楽が繰り返しの作業や困難な作業を進めるのに役立っていた。19世紀にマダガスカルを訪れた宣教師ジオ・ショーは、ベツィレオ族とメリナ族の農民が田んぼで歌うのを観察し、「音楽を体の動きに合わせて、アクセントのある音を出すたびに、茎を植えるようにする」と述べている。同様に、長旅でカヌーを漕ぐときにも歌が添えられることがある
。また、海岸地方で盛んな伝統的な全身相撲であるモレインギーの試合で、女性の観客が歌う歌のように、音楽は別の形の娯楽に付き合わされることもある
。
マダガスカルでは、口伝の保存は演奏を通じて行われることがある。例えば、ベツィレウ族では、リジャと呼ばれる演奏によって口でんが語り継がれている。現在のリジャは、本来の一節のリジャとイサと呼ばれる叙事詩が組み合わされたものと思われる。ベツィレオ族のリジャは、2人の男性がそれぞれジェジを弾きながら、ソプラノ域の緊張した音程で非常に大きな声で歌うというものである。曲の構成は複雑で、他のマダガスカル音楽のスタイルとは異なり、ハーモニーに平行三分の一が優勢ではない。南部の他の民族もリジャの簡略化したバリエーションを演奏する。例えば、ソロのミュージシャンは伴奏の楽器を弾くのではなく、かき鳴らし、より低い、自然な音程で歌う。ベツィレウのリジャは様々なテーマを扱うが、他の南部の民族が演奏するリジャは、ほとんどの場合、好ましい思い出の出来事を思い起こさせる賛美の歌である。
また、イメリナのバ・ガシーのように、内発的な音楽様式が芸術表現として機能することもある。バ・ガシーは、フランスがオペレッタを導入し、1910年代後半からイソトリー劇場でマダガスカル演劇が盛んになったことに伴って生まれたものである。バ・ガシの歌唱法は、女性が鼻声で歌うアンゴラ（angola）と、男性が歌うファシーニ（fasiny、テノール）と早口のベノ（beno、バリトン）のラインが特徴的である。バガシィは、植民地時代の最後の20年間にイメリナで流行したカオロニー・ファヒニーという二重唱の音楽スタイルに影響を与えた。バガシィは、愛のテーマにバガシィの感性を適用し、ピアノや時にはギターのためのシンコペーションの楽曲に伴奏する。
ハイランド地方の音楽は、ヒラ・ガシー（ヒラ：歌、ガシー：マダガスカル語）を通じて、政治的・教育的な役割を担っていた。ヒラ・ガシーは、音楽、舞踊、カバリーと呼ばれる様式化された伝統的な演説を一座で、または複数の一座で競い合うように行う一日がかりの見世物である。ヒラ・ガシーの起源は定かではないが、口承による歴史では、18世紀のメリナ王アンドリアナムポイニメリナが、王室の演説や発表（カバリ）のために国民を集め、アンタナナリボ周辺の水田を灌漑する堤防建設などの公共事業で労働する人々を楽しませようと音楽家を雇ったのが現代につながる形であると言われている。やがて、これらの音楽家は独立した一団を結成し、公衆の面前で社会的、政治的な微妙なテーマを探求するために、威圧感のない演奏形式を使い、現在も続けている。

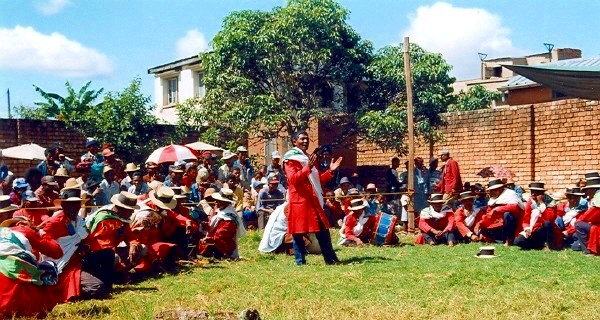
1999年、アンタナナリボでのカバリーのヒラガスィパフォーマンス

現在のヒラ・ガシー一座は、19世紀末まで続いた宮廷音楽家の伝統の名残りである。メリナ王朝最後の君主であるラナヴァローナ3世女王の時代には、女王、首相、アンタナナリボ市の3つの公式な楽師団が存在した。女王の一座は300人以上の音楽家で構成されていた。奴隷制度が廃止されるまで、これらのグループの音楽家は、ホヴァ（自由メリナ）が指揮する奴隷階級（アンデヴォ）のメンバーであった。毎年クリスマスになると、各楽団の指揮者は女王の前で新しいオリジナル曲を演奏し、女王は3人の中から優勝者を選んだ。宮廷音楽家（つまり最古のヒラ・ガシー一座）はもともと伝統的な楽器、すなわちソディナ、チェジ・ヴォアタヴォ、太鼓を使って演奏していたが、19世紀末になると、その楽器が使われなくなった。19世紀に入ると、ヨーロッパの影響が強まり、宮廷音楽家やヒラ・ガシー一座は、バイオリン、クラリネット、トロンボーン、トランペットなどの外国製楽器を使用することが多くなった。マダガスカルでは、フランスの植民地化により王政が廃止され、宮廷楽師の伝統は途絶えたが、ヒラ・ガシーの伝統は受け継がれている。
外国から入ってきた音楽様式が、既存のマダガスカル音楽の伝統と融合し、外国にルーツを持つマダガスカルらしいサウンドを生み出している。例えば「アフィンドラフィンドラオ」は、フランスのカドリーユを基にした曲で、19世紀にマダガスカル宮廷で広まったと言われている。この曲では、男女のペアが長く連なり、女性が先頭に立ち、前を向いて手をつなぎながら、音楽のリズムにのって進んでいくパートナー・ダンスが特徴的である。宮廷舞踊として生まれたアフィンドラフィンドラは、今日では社交行事やコンサートの冒頭に踊られ、祭りの始まりを告げるマダガスカルらしい伝統的な踊りとなっている。

### 神聖なパフォーマンス
音楽は、島中の精神的な儀式やセレモニーに共通する要素である。例えば、マダガスカル中央部のファマディハナの埋葬儀式には、伝統的にヒラ・ガシー一座のメンバーが招かれ、演奏を披露している。沿岸部では、トロンバの儀式で霊媒がトランス状態になるために音楽が重要である。トランス状態にある間、霊媒は祖先の霊に憑依される。それぞれの霊は特定の曲やスタイルを好むと信じられており、儀式で適切な音楽が演奏されないと霊媒の中に入ることはない
ロンドン宣教師会（LMS）のイギリス人宣教師がアンタナナリボに到着したのは、ラダマ1世の治世である1820年のことであった。その後、マダガスカルにキリスト教が広まるとともに、ソルフェージュが導入され、宣教師たちは生まれたばかりの教会のためにマダガスカル語の讃美歌を作り上げた。1836年、ラナバロナ1世のもとで宣教師の第一陣はマダガスカルを去ることになったが、彼らが作った賛美歌は、女王の伝統主義政策のもとで迫害された初期のマダガスカル人のための賛美歌となった。1871年、LMSの宣教師（J. リチャードソン）が、カドリーユやワルツなどヨーロッパの音楽様式の影響をかなり受けていたこれらのオリジナル賛美歌のリズムとハーモニーを改良した。もともと教会音楽は、教会の前方に4～5人のグループで座っている奴隷たちによって演奏されていた。1870年代になると、よりヨーロッパ的な会衆形式が採用され、教会にいる全員が立ち上がって一緒に歌うようになった。